# Model rozwoju kompetencji braci Dreyfus
Model rozwoju kompetencji braci Dreyfus – model tego, jak osoby uczące się pozyskują umiejętności poprzez instrukcje oraz działanie, wykorzystywany w edukacji i badaniach operacyjnych. Bracia Stuart oraz Hubert Dreyfus zaproponowali ten model w roku 1980 w 18-stronicowym raporcie dotyczącym ich badań na Uniwersytecie Kalifornijskim w Berkeley, w Centrum Badań Operacyjnych dla Sił Powietrznych Stanów Zjednoczonych Biura Badań Naukowych. Według modelu uczący się przechodzi pięć różnych etapów: nowicjusz (ang. novice), kompetentny (competent), biegły (ang. proficient), ekspert (ang. expert) oraz mistrz (ang. master).

## Model Braci Dreyfus
Model Braci Dreyfus bazuje na czterech właściwościach:
- Przypomnienie (ang. recollection): nie sytuacyjne albo sytuacyjne
- Rozpoznawanie (ang. recognition): fragmentaryczne albo całościowe
- Decyzje: analityczna albo intuicyjna
- Świadomość (ang. awareness): monitorująca albo wchłonięta

Oryginalny model zawierał mistrzostwo jako ostatni etap. W swojej książce Mind over Machine, został on nieco dostosowany by kończyć się na poziomie ekspert. Doprowadziło to do pięciostopniowego procesu:

| Cecha/Poziom umiejętności | Nowicjusz       | Zaawansowany początkujący | Kompetentny  | Biegły       | Ekspert    |
| ------------------------- | --------------- | ------------------------- | ------------ | ------------ | ---------- |
| Przypomnienie             | nie-sytuacyjne  | sytuacyjne                | sytuacyjne   | sytuacyjne   | sytuacyjne |
| Rozpoznawanie             | fragmentaryczne | fragmentaryczne           | całościowe   | całościowe   | całościowe |
| Decyzje                   | analityczna     | analityczna               | analityczna  | intuicyjna   | intuicyjna |
| Świadomość                | monitorująca    | monitorująca              | monitorująca | monitorująca | wchłonięta |

## Krytyka modelu
Krytykę modelu Dreyfusa przedstawili Gobet i Chassy, którzy zaproponowali alternatywną teorię dla intuicji.
Ponadto, wg modelu braci Dreyfus – analityczne myślenie nie odgrywa żadnej roli w przypadku ekspertów, którzy działają tylko intuicyjnie. Istnieje jednak wiele dowodów na to, że eksperci w rzeczywistości często stosunkowo wolno rozwiązują problemy (np. wyszukiwanie z wyprzedzeniem w szachach).